# Isaac Commelin

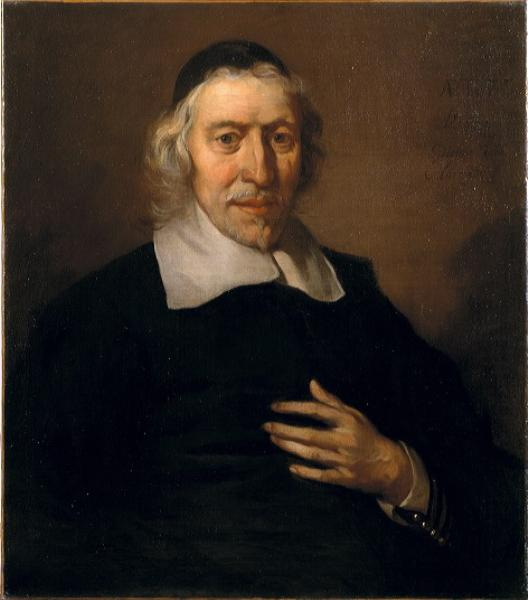
Isaac Commelin, door Pieter van Anraedt.

Isaac Commelin of Commelijn (Amsterdam, 19 oktober 1598 - Amsterdam, 13 januari 1676) was een Nederlands boekhandelaar, regent en historicus.

## Biografie
Isaac Commelin was een van de kinderen van Jean Commelin (Brussel, ca. 1548-1615) en zijn tweede echtgenote Catharina Valckenier (ca. 1560-1621). Zijn ene grootvader was Jan Gillisz. Valckenier; de andere werd in 1567/8 door de Bloedraad onthoofd. De familie Commelin was protestants en zijn ooms Hieronimus en Nicolaus werden in Genève en Heidelberg actief als uitgevers. Zijn vader nam de drukkerij over, maar overleed in 1615; zijn moeder dreef zelfstandig de boekhandel in de Molensteeg.
Commelin vestigde zich in 1624 met zijn broers Jacob en Abraham in Leiden als boekhandelaar en wetenschappelijk uitgever.
Hij trouwde in 1626 met Cornelia Bouwer (1607-1641), zijn nicht. Na het overlijden van zijn vrouw ging hij terug naar Amsterdam. Hij vestigde zich eerst op de Geldersekade en vervolgens achter de Oude kerk. Van 1644 tot 1647 was hij regent van de Schouwburg van Van Campen.
In 1645 werd door Janssonius in Amsterdam de door Commelin samengestelde bundel van dertig reisverslagen gepubliceerd: Begin ende voortgangh, van de Vereenighde Nederlantsche Geoctroyeerde Oost-Indische Compagnie. Het belangrijke werk over de geschiedenis van de VOC is verluchtigd met ca. 230 afbeeldingen en kaarten. Commelin en Janssonius droegen hun boek met o.a. het relaas van de Batavia op aan de bewindhebbers van de VOC, maar ze durfden hun eigen naam niet te vermelden. Zo'n omvangrijke inbreuk op het VOC-octrooi was nog nooit gepleegd - Commelin had veel nieuw materiaal toegevoegd dat achter slot en grendel in het VOC-archief behoorde te blijven - misschien waren ze bang voor eventuele consequenties.

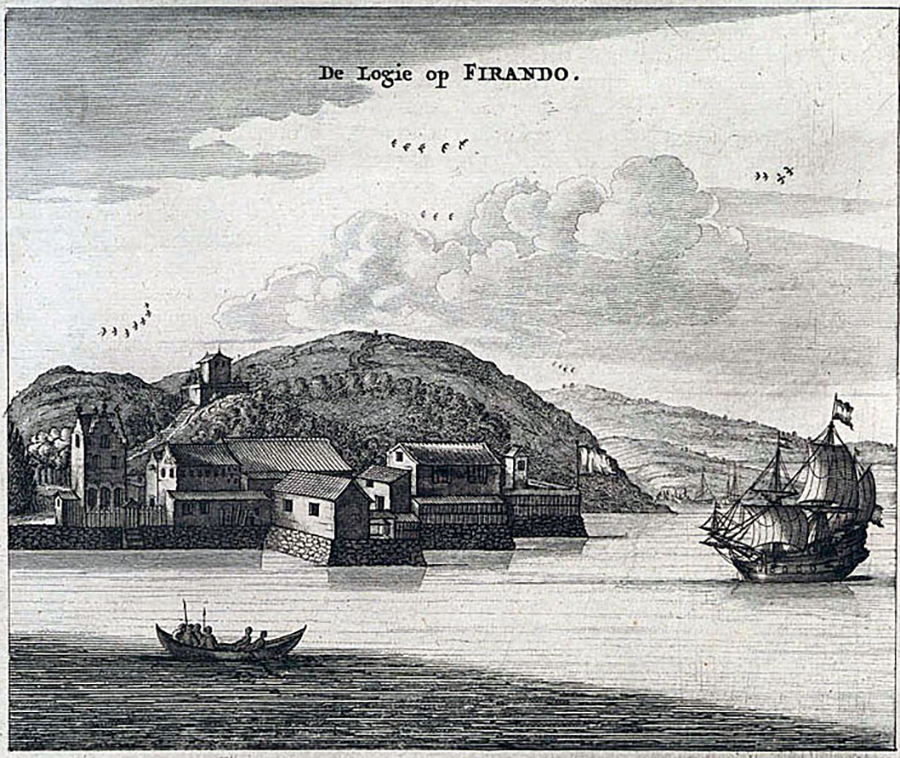
De Nederlandse factorij in Hirado. 17e-eeuwse gravure uit Isaac Commelin

In 1650 werd hij als regent van het Nieuwezijds Huiszittenhuis (gevestigd op de Prinsengracht) geportretteerd door Jacob Adriaensz. Backer. Zijn broer Abraham kwam in 1652 in de problemen bij een terechtstelling op de Dam, als kapitein van de schutterij toen opdracht gaf tot schieten op een opdringende menigte. Hij werd gedagvaard, en is verbannen uit de stad, nadat hij niet kwam opdagen.

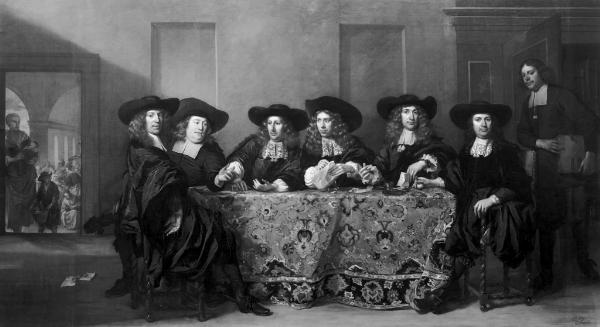
De regenten van het Oudezijds Huiszittenhuis, die zich bezighielden met de armenvoorzieningen, zoals brood- en turfuitdeling en kosteloos onderwijs, met Caspar Commelin en Ferdinand Bol door Pieter van Anraedt (1675)

Commelin schreef een geschiedenis van Amsterdam, dat in 1693 gedeeltelijk werd uitgegeven. Het werk is gebruikt door Tobias van Domselaer in 1665, die ook assistentie had van Olfert Dapper.
Hij was de vader van Jan Commelin en de grootvader van Caspar Commelin. In 1669 werd hij geportretteerd door Gerbrand van den Eeckhout. vlak voor zijn dood, inmiddels kinds, door Pieter van Anraedt, die Eeckhouts portret als voorbeeld nam.

## Werken
- Hollandsch Placcaatboek. Amsterdam, 1644
- Begin ende voortgangh van de Vereenighde Nederlantsche Geoctroyeerde Oost-Indische Compagnie : Vervatende de voornaemste reysen, by de inwoonderen der selver provincien derwaerts gedaen..., Amsterdam: Johannes Janssonius, 1646
- Wilhelm En Maurits van Nassau, Princen van Orangien, Haer Leven en Bedrijf, Of 't Begin en Voortgang der Nederlandsche Oorlogen : Vervatende een Vaerachtigh Verhael Aller Belegheringen ende Victorien, Daer de Ho. Mog. Heeren Staten der Vereenighde Nederlanden, onder hun wijse Regeeringe te Water en te Lande, door Godes zegen mede verrijckt zijn ; Met verscheyde Koopere Figueren verciert ; En door een Lief-hebber der Historien uyt verscheyde Schriften te samen ghestelt, Amsterdam, 1651
- Beschryvinge van Amsterdam, haar eerste oorspronk uyt den huyze der heeren van Aemstel en Aemstellant; met een verhaal van haar leven en dappere krijgsdaden. Uyt verscheyde oude en nieuwe Hollandtsche kronijcken, beschrijvingen, brieven, willekeuren, &c. by een vergadert, Amsterdam, M. Wz. Doornick, 1665